# Hiji
Hiji (日出町, Hiji-machi) est un bourg du district de Hayami, dans la préfecture d'Ōita, au Japon.

## Géographie

### Localisation
Hiji est situé dans le nord-est de l'île de Kyūshū, au bord de la baie de Beppu (mer intérieure de Seto).

### Municipalités limitrophes
| Kitsuki | Kitsuki                | Kitsuki                |
| Usa     | Hiji                   | mer intérieure de Seto |
| Beppu   | mer intérieure de Seto | mer intérieure de Seto |

### Démographie
Au 1er décembre 2014, la population s'élevait à 28 048 habitants répartis sur une superficie de 73,24 km2. En novembre 2024, la population de la ville est estimée à 27 868 habitants

## Histoire
La région actuelle de Hiji faisait partie de l'ancienne province de Bungo. Pendant l'époque d'Edo, elle faisait partie du domaine de Hiji, dirigé par le clan Kinoshita, parent de Toyotomi Hideyoshi.
Le bourg moderne de Hiji a été créé le 1er mai 1889 avec la mise en place du système de municipalités modernes. le 31 mars 1954, Hiji fusionne avec le bourg de Toyooka et les villages d'Ogami, Kawasaki et Fujiwara.

## Culture locale et patrimoine
- Ruines du château de Hiji

## Transports
Hiji est desservi par la ligne principale Nippō de la JR Kyushu.